# Žuberkovac
Žuberkovac es una aldea de Croacia en el ejido del municipio de Okučani, condado de Brod-Posavina.

## Geografía
Žuberkovac se encuentra en el municipio de Okučani, en el condado de Brod-Posavina, en las alturas Psunj, a una altitud de 262 metros sobre el nivel del mar. 
Está a 144 km de la capital croata, Zagreb.

## Demografía
En el censo 2021 el total de población de la localidad de Žuberkovac fue de 1 habitantes.
| Gráfico de población de Žuberkovac 1948-2021                        |
|                                                                     |
| Según los censos de población de la oficina estadística de Croacia. |